# Ann Böttcher
Ann Böttcher, född 1973 i Bruzaholm, är en svensk konstnär. Hon bor och arbetar i Malmö.
Böttcher tilldelades Barbro & Holger Bäckströms stipendium år 2016, vilket är ett av Sveriges största konststipendium.

## Konstformer och inriktningar
Böttcher blandar nationalism, natur och hantverkstradition i sina verk. Teknikerna hon använder är bland annat teckning, installationer, arkivmaterial och textil.

## Utställningar
Böttcher har utbildat sig på Östra Grevie folkhögskola, Nordiska konstskolan i Karleby, Konstfack i Stockholm samt Konsthögskolan i Malmö.
Under 2014 visades Böttches verk på Magasin III i Stockholm i samband med utställningen "The Drawing Room" och på Konstmuseum i Malmö. Tidigare har hon även deltagit i utställningar på bland annat Bonniers Konsthall, Lunds konsthall, Nationalmuseum, Teckningsmuseet i Laholm, Kunsthal Charlottenborg, Köpenhamn, WUK – Kunsthalle Exnergasse i Wien, MoMA PS1 i New York, Museum of Contemporary Art i Zagreb samt deltagit på festivaler runt om i Norden.
Hon har även haft separatutställningar på både Galerie Nordenhake i Stockholm och Berlin vid två olika tillfällen. År 2006 hade Böttcher en separatutställning på Moderna Museet i Stockholm vid namn "The 1st at Moderna" och 2007 ställde hon ut med en separatutställning på Index i Stockholm. Utställningen hette "The Entrance to the Sanatorium" och konstnären undersöker sanatoriets sociala och symboliska betydelse. Böttcher finns representerad vid Moderna museet